# Ano Internacional da Luz

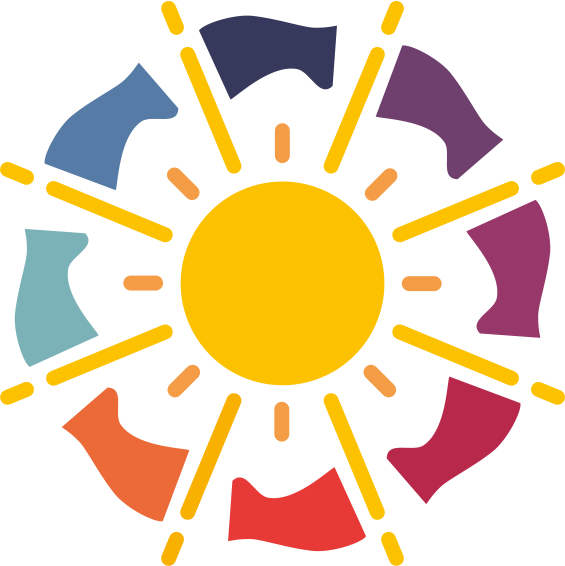
Logotipo do Ano Internacional da Luz.

O Ano Internacional da Luz foi celebrado ao longo de 2015 por decisão da Assembleia Geral das Nações Unidas em reconhecimento à importância das tecnologias associadas à luz na promoção do desenvolvimento sustentável e na busca de soluções para os desafios globais nos campos da energia, educação, agricultura e saúde.

## Histórico
A resolução publicada pela Assembleia Geral das Nações Unidas aponta que o ano de 2015 coincide com a comemoração de alguns marcos importantes relacionados à luz, ao longo da história da ciência:
1. os trabalhos em óptica de Ibn Al-Haytham em 1015;
2. o comportamento ondulatório da luz, proposto por Fresnel em 1815;
3. a teoria eletromagnética da luz, proposta por Maxwell em 1865;
4. os trabalhos de Einstein sobre o efeito fotoelétrico (1905) e sobre o vínculo entre a luz e a cosmologia no contexto da Relatividade geral (1915);
5. a descoberta da radiação cósmica de fundo em micro-ondas por Penzias e Wilson em 1965 e
6. os trabalhos de Charles Kao (1965) a respeito do uso de fibras ópticas nas comunicações.

Ao fazer a declaração formal do ano internacional, a Assembleia Geral das Nações Unidas convidou a Organização das Nações Unidas para a Educação, a Ciência e a Cultura a facilitar a implementação do evento em colaboração com os governos nacionais, os organismos internacionais e as organizações não-governamentais.

## Atividades

Pirâmide de Kukulcán em Chichén Itzá.

Ao longo do ano foram realizadas atividades em 148 países, dirigidas a um público amplo e diversificado. A solenidade de abertura foi realizada em Paris nos dias 19 e 20 de janeiro.
O encerramento ocorreu no México no período compreendido entre 4 e 6 de fevereiro de 2016. A cerimônia foi realizada na cidade de Mérida, localizada próxima a El Caracol, um dos mais antigos observatórios astronômicos do mundo, e a Chichén Itzá, um sítio arqueológico maia declarado patrimônio da humanidade.
A cerimônia de encerramento contou com a presença de dois ganhadores do prêmio Nobel de Física cujos trabalhos estão diretamente relacionados à tematica do Ano Internacional da Luz: Shuji Nakamura e John Mather. Nakamura recebeu o prêmio em 2014 por ter sido um dos inventores do diodo emissor de luz azul, enquanto Mather foi laureado em 2006 por ter sido um dos responsáveis por confirmar de maneira inequívoca que a radiação cósmica de fundo em micro-ondas tem um espectro de corpo negro.

## Relatório final
Em outubro de 2016 a UNESCO publicou o relatório final do evento. Esse documento registra que foram realizadas 13 168 atividades em 147 países e em todos os continentes, incluída a Antártica. Eventos específicos, tais como atividades de divulgação científica e congressos científicos foram promovidos em 129 países. Além disso, 18 nações emitiram moedas ou selos postais alusivos ao evento ou o apoiaram de outras formas.